# 梅利什陨击坑
梅利什陨击坑（Mellish）是火星南海区的一座撞击坑，其中心坐标位于南纬72.63度、西经23.74度处，直径约104.95公里，该特征取名自美国伊利诺伊州圣查尔斯市业余天文学家和望远镜制造商约翰·爱德华·梅利什（1886年-1970年），1973年被国际天文联合会行星系统命名工作组批准接受。

## 另请查看
- 火星撞击坑